# ГЕС Sàizhū
ГЕС Sàizhū (赛珠水电站) — гідроелектростанція на півдні Китаю у провінції Юньнань. Використовує ресурс із річки Xima, правої притоки Пуду, яка, своєю чергою, є правою притокою до Цзіньша (верхня течія Янцзи).
У межах проєкту річку перекрили арковою греблею з ущільненого котком бетону висотою 68 метрів, довжиною 160 метрів та товщиною від 7 (по гребеню) до 14 (по основі) метрів. Вона утримує невелике водосховище з об'ємом 1,67 млн м3 (корисний об'єм 0,59 млн м3), у якому припустиме коливання рівня поверхні в операційному режимі між позначками 1805 та 1820 метрів НРМ (під час повені останній показник може зростати до 1824 метри НРМ).
Зі сховища ресурс подається до дериваційного тунелю діаметром 2,7 метра, який переходить у напірний водовід з діаметром 2 метри. У системі також працює вирівнювальний резервуар з діаметром від 3 до 6 метрів. У підсумку вода надходить до підземного машинного залу, обладнаного трьома турбінами типу Пелтон потужністю по 34 МВт, що забезпечують виробництво 429 млн кВт·год електроенергії на рік.
Відпрацьована вода відводиться до Пуду нижче за устя Xima. Загальна довжина дериваційної траси, яка дає змогу створити напір у 669 метрів, становить 4,8 км.
Видача продукції відбувається по ЛЕП, розрахованій на роботу під напругою 220 кВ.